# 13911 Stempels
13911 Stempels è un asteroide della fascia principale. Scoperto nel 1979, presenta un'orbita caratterizzata da un semiasse maggiore pari a 2,3539995 au e da un'eccentricità di 0,1723000, inclinata di 1,33651° rispetto all'eclittica.